# Derepazarı
Derepazarı è un comune (turco: Derepazarı Belediyesi; greco: δῆμος ... dē̂mos ...; armeno: Դերեփազարի մունիցիպալիտետ Derepʼazari municʼipalitet oppure, storicamente, ... մունիցիպալիտետ ... municʼipalitet) della provincia di Rize, in Turchia, capoluogo del distretto omonimo.